# SuperGulp!
 (juin 2015).
Si vous disposez d'ouvrages ou d'articles de référence ou si vous connaissez des sites web de qualité traitant du thème abordé ici, merci de compléter l'article en donnant les références utiles à sa vérifiabilité et en les liant à la section « Notes et références ».
SuperGulp! Fumetti in TV est une émission de télévision italienne pour enfants dédiée aux fumetti et aux dessins animés. Créée par Guido De Maria (it) et Giancarlo Governi (it), elle a été diffusée de 1977 à 1981 sur la chaîne de télévision publique Rai 2. 
L'émission était présentée par Nick Carter (it), personnage de bande dessinée créé par Bonvi et Guido De Maria  spécialement pour l'émission.

## Revue
De 1978 à 1979 la maison d'édition Arnoldo Mondadori publie une série de 36 numéros d'une revue destinée aux enfants et inspirée de l'émission. Elle contient des présentations de quelques personnages des dessins animés, tels que Nick Carter Story et Cattivik (it) de Bonvi, Parallelo 5 d'Attilio Micheluzzi, Steve Vandam de Giancarlo Alessandrini, Allan Quatermain d'Alfredo Castelli et Fabrizio Busticchi, Billy Brady de Giorgio Trevisan, Old Story de Paolo Ongaro (it) et des histoires de guerre comme Il mercenario de Gino D'Antonio et Ferdinando Tacconi. Apparaissent aussi des personnages de bandes dessinées ou comics étrangers comme Spider-Man (Uomo Ragno) et les Quatre Fantastiques (Fantastici Quattro) mais avec des histoires réalisées exprès par des auteurs italiens (dont Giorgio Montorio (it), Giancarlo Malagutti (it), sous licence Marvel) et d'autres œuvres traduites, comme Doc Justice de Jean Ollivier et Carlo Raffaele Marcello, Mortadelo y Filemón de Francisco Ibáñez, Ernie Pike d'Héctor Germán Oesterheld et Hugo Pratt, ente autres,. Outre les bandes dessinées, la revue propose du contenu rédactionnel, des articles sur des sujets variés (principalement à caractère sportif).